# طائرة حاملة المكوك
الطائرة الحاملة للمكوك (أو SCA اختصارا) اسم يطلق على طائرتين معدلتين جذريا من طراز بوينغ 747 استخدمتهما وكالة الفضاء الأمريكية ناسا لنقل مكوك الفضاء في رحلات بين مطارات الهبوط ومهجع المكوك الرئيسي. أولى هاتين الطائرتين (تحمل رقم التسجيل N905NA) عدلت من طائرة بوينغ 747-100 بينما عدلت الثانية (تحمل رقم التسجيل N911NA) من طائرة بوينغ 747-100SR.
استُعملت هذه الطائرات بشكل أساسي لنقل مكوك الفضاء من مطارات الهبوط إلى مركز كينيدي للفضاء. تمت عملية شحن وتثبيت المكوك على الطائرة باستخدام جهاز ميكانيكي ورافعة خاصة بعمليات الصيانة.
كما استخدمت الطائرة خلال عمليات تجربة الهبوط الخاصة بالمكوك إنتربرايز، حيث تم إطلاق المكوك منها أثناء الطيران قبل أن يتمكن المكوك من الهبوط و استخدام نظام التحكم الآلي الخاص به بنجاح.

## التصميم والتطوير
تم اقتراح طائرة لوكهيد سي 5 جالاكسي في بداية الأمر لهذا الغرض، إلا أن هذا الاقتراح رفض من ناسا ووقع الاختيار على طائرة بوينغ 747 نظرا لتصميم أجنحتها المنخفض مقارنة بأجنحة طائرة الجالاكسي، ولكون ملكية طائرة الجالاكسي لن تتنتقل من القوات الجوية الأمريكية بينما يمكن لناسا امتلاك طائرة البوينغ مباشرة.

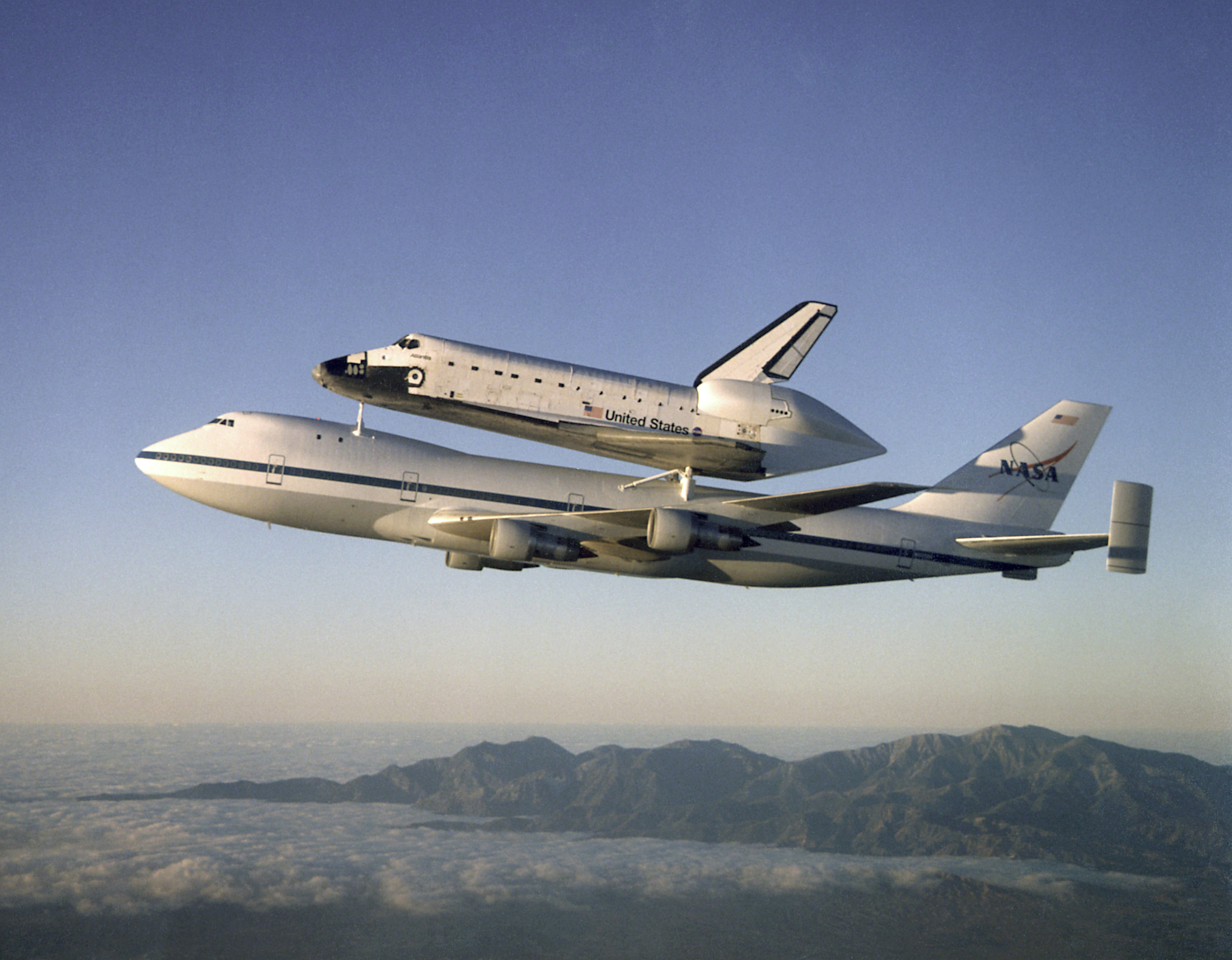
مكوك الفضاء أتلانتيس على متن الطائرة حاملة المكوك

كانت الطائرة الأولى من طراز 747-100 وتحمل رقم التسجيل N905NA مصنعة أساسا لشركة أميريكان إير لاينز وعند تجربتها للمكوك إنتربرايز في السبعينيات من القرن العشرين كانت لا تزال تحمل الخطوط الجانبية المميزة لهذه الشركة. تم شراء الطائرة سنة 1974 واستخدمت في البداية لدراسة التشكيلات الهوائية ضمن دراسة أكبر قامت بها ناسا، كما شاركت في الطيران بالقرب من العديد من الطائرات لدراسة إمكانية الإطلاق من الطائرة. ظهرت هذه الطائرة في مسلسل "The Six Million Dollar Man" في إحدى حلقات الجزء الثاني.
تم تعديل الطائرة بشكل كبير من قبل بوينغ سنة 1976، حيث أبقيت كراسي الدرجة الأولى لمسافري ناسا، بينما تم نزع كل مكونات الكابينة المتبقية وإضافة دعامات وتقوية لجسم الطائرة. حدثت بوينغ نظم الملاحة والتحكم ومحركات الطائرة، كما تم تصميم ذيلين للطائرة ليتم استخدامهما في حالة تحميلها بمكوك فضائي. تم تركيب نظام مخارج أمان للطائرة قبل أن تتم إزالته نظرا لمخاوف من ابتلاع المحركات للمسافرين.
و نظرا لطيرانها بالمكوك الفضائي فإن وزن الطائرة ومقاومتها للتيار الهوائي سببت العديد من المعوقات لطيران هذه الطائرة، حيث تقلص مداها من 10,100 كيلومترا ليصبح 1,850 كيلومترا الأمر الذي تسبب في توقف الطائرة لعدة مرات في حالة السفر عبر أمريكا. كما أن الطائرة حملت في الرحلات التي لم يتم تحميل أي مكوك عليها أثقالا لتصحيح مركز الجاذبية. كان أقصى ارتفاع للطائرة 15000 قدم وسرعتها القصوى أثناء حمل المكوك 0.6 ماخ. استغرق تجهيز الطائرة للرحلات أسبوعا كاملا عبر فريق عمل مكون من 170 شخصا.
كما تم التخطيط لتزويد هذه الطائرات بخاصية تعبئة الوقود أثناء الطيران حيث تم تجربة هذه التكنولوجيا في طائرات القوات الجوية الأمريكية من طراز E4 والتي تعد تعديلا لطائرات بوينغ 747-200 وطائرات بوينغ 747 الحاملة للوقود، لكن أثناء تجارب الطيران ظهرت بعض الشقوق الطفيفه في ذيل الطائرة N905NA أثناء تجارب الطيران، وحيث لم توجد أي ضرورة حتمية لتركيب هذا النظام فقد تم التوقف عن هذه التجارب وإلغاء الفكرة.
و بحلول سنة 1983، لم تعد الطائرة N905NA تحمل ألوان أمريكان إيرلاينز، حيث تم استبدالها بلون مميز هو الأبيض بخط أزرق على طول جسم الطائرة. كما قامت الطائرة برحلة حملت فيها مكوك الفضاء إنتربرايز في جولة أوروبية متوقفة لإعادة تزويدها بالوقود في كل من جووس باي - كندا، كيفلافيك - أيسلندا، إنجلترا، وألمانيا الغربية، قبل أن تتوجه لمعرض باريس الجوي
في سنة 1988 بعد حادثة المكوك تشالنجر، قامت ناسا بالحصول على طائرة بوينغ 747-100SR من الطيران الياباني. سجلت هذه الطائرة تحت رقم N911NA ودخلت الخدمة مع ناسا سنة 1990 بعد أن خضعت للعديد من التعديلات المشابهة للتعديلات التي حصلت للطائرة N905NA. استخدمت الطائرة لأول مرة كناقلة سنة 1991 حينما نقلت المكوك إنديفور من صانعيه في بالمديل بولاية كاليفورنيا لمركز كيندي لأبحاث الفضاء.

كلا الطائرتين اتخذتا من مركز درايدن للأبحاث في قاعدة إدواردز الجوية بكاليفورنيا مربضا لهما أثناء خدمتهما في ناسا. ورغم أن الطائرتين متطابقتان الا أن N911NA لها خمس نوافذ في الطابق الأعلى بينما N905NA بها نافذتان فقط. كما أن نقاط تركيب المكوك في كلا الطائرتين عليها علامات توضيحية ساخرة من قبل «ركب المكوك هنا» و «الجزء الأسود من المكوك يكون بالأسفل».

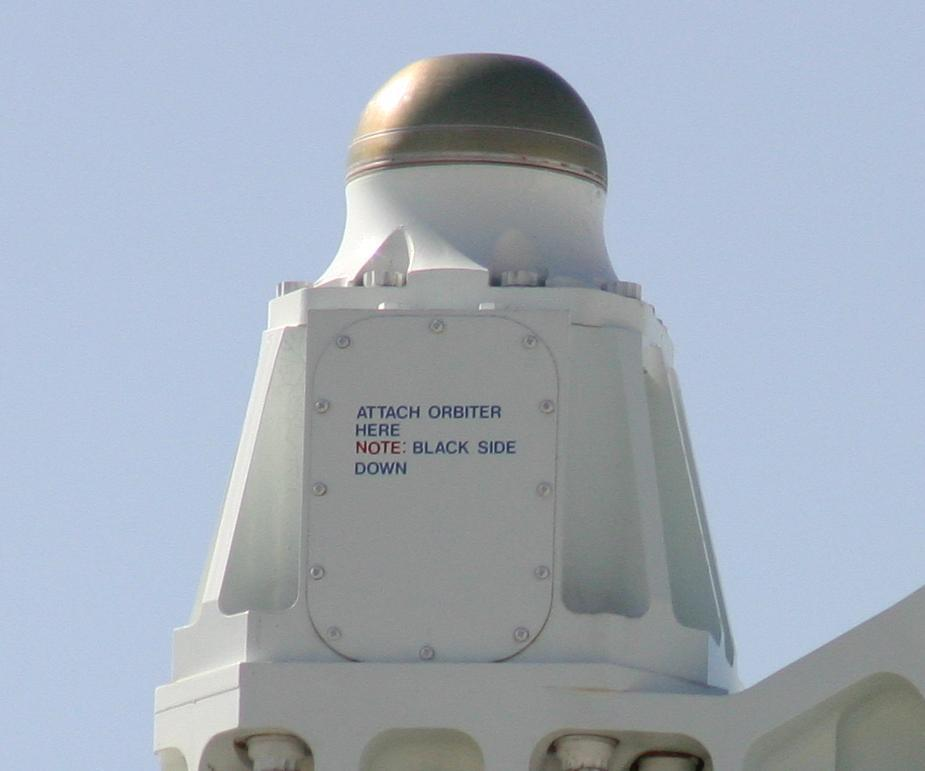
تعليق

كما كانت هذه الطائرات قادرة على الإقلاع من كل المواقع الاحتياطية المخصصة لاطلاق المكوك الفضائي في المملكة المتحدة، إسبانيا، وفرنسا. ونظرا لقصر مدى الطائرة عند حملها للمكوك فإن العديد من التجهيزات المتعلقة بوزن المكوك تصبح ضرورية قبل القيام باستخدام هذه المواقع.
تم استخدام الطائرة N905NA لنقل كل مكوك فضاء بعد خروجه من الخدمة للمتحف المخصص له، وعادت لمركز درايدن للأبحاث في قاعدة إدواردز الجوية بعد رحلة قصيرة من مطار لوس أنجليس الدولي يوم 24 سبتمبر 2012. وتنضم هذه الطائرة قريبا للطائرة N911NA كمصدر لقطع الغيار لطائرة ناسا المسماة «صوفيا». وقد قام اختصاصيون من ناسا بفحص الطائرة N905NA ليكتشفوا أن بها القليل من القطع الممكن استخدامها لذا فانه من المتوقع الحفاظ على الطائرة وعرضها في هيوستن

## المواصفات (طائرة حاملة المكوك)
البيانات من مواصفات بوينغ 747-100 Jenkins 2000
الخصائص العامة
- طاقم: 4: طيار، مساعد طيار، مهندس (مهندسان في حالة نقل المكوك)
- طول: 231 قدم 4 بوصة (70.51 م)
- باع الجناح: 195 قدم 8 بوصة (59.64 م)
- ارتفاع: 63 قدم 5 بوصة (19.33 م)
- مساحة الجناح: 5,500 قدم2 (510 م2)
- الوزن فارغة: 318,000 رطل (144,242 كـغ)
- وزن الإقلاع الأقصى: 710,000 رطل (322,051 كـغ)
- محركات: 4 × برات آند ويتني جي تي 9 دي - جي 7 توربينية

أداء
- سرعة العبور: 250 عقدة (288 ميل/س؛ 463 كم/س) ماخ 0.6 عند حمل المكوك
- مدى: 1,150 nmi (1,323 ميل؛ 2,130 كـم) عند حمل المكوك
- سقف الخدمة: 15,000 قدم (4,600 م) عند حمل المكوك